# Franz von Blon

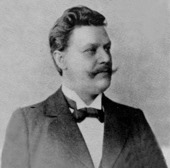
Franz von Blon

Friedrich Franz von Blon (* 16. Juli 1861 in Berlin; † 21. Oktober 1945 in Seilershof (heute Gransee)) war ein deutscher Komponist, Dirigent und Violinist. Er gehörte zu den bedeutendsten deutschen Marschmusik-Komponisten seiner Zeit.

## Leben
Franz von Blon wurde 1861 als Sohn eines Juweliers und dessen Frau in Berlin geboren und evangelisch getauft. In seiner Heimatstadt besuchte er das Sophien-Realgymnasium und erhielt privaten Klavier- und Violinunterricht. Danach absolvierte er in Berlin ein Musikstudium am Stern’schen Konservatorium und an der Königlichen Hochschule für Musik. Er war einer von sechs Privatschülern von Joseph Joachim. Zwischenzeitlich (ab 1880) leistete er seinen dreijährigen Militärdienst in der Preußischen Armee beim Grenadier-Regiment Prinz Karl von Preußen (2. Brandenburgisches) Nr. 12 in Frankfurt an der Oder. Während dieser Zeit komponierte er erste Stücke für Blasorchester sowie Marschmusik.
Von 1884 bis 1890 war er Konzertmeister im Orchester des Hamburger Stadttheaters. Ab 1890 wirkte er in Berlin als Komponist. Wie auch Victor Hollaender und Walter Kollo gehörte er zu denjenigen Unterhaltungskomponisten, mit denen „sich noch heute der Nimbus Berliner Musik verbindet“. 1897 wurde er Dirigent des Philharmonischen Blasorchesters Berlin. Konzertreisen führten ihn mit dem Orchester u. a. durch Deutschland, nach England und in die USA. So trat er 1904 bei der Weltausstellung (Louisiana Purchase Exposition) in St. Louis, Missouri auf. Ab 1901 war er außerdem – gemeinsam mit Richard Strauss – Dirigent beim Berliner Tonkünstler-Orchester und ab 1906 beim Warschauer Philharmonieorchester. Später gastierte er auch in der Sowjetunion. Aus Anlass von Hitlers Geburtstag am 20. April 1936 erhielt er den Titel eines Professors. An den Olympischen Sommerspielen 1936 in Berlin wirkte er als Dirigent mit.
Franz von Blon war ab 1900 mit Anna Therese von Blon, geborene Meÿerer (1870–1939), verheiratet und wohnte in Berlin-Wilmersdorf. 1945 verstarb er in Seilershof.

## Werk
Sein Œuvre umfasst v. a. leichte Orchesterwerke wie Ouvertüren und Suiten sowie Klavierwerke, Lieder und mehrere Operetten. Zu letzteren gehören u. a. Sub rosa (Lübeck, 1887), Die Amazone (Magdeburg, 1903) und Die tolle Prinzeß (Halle, 1913). Außerdem schrieb er das Ballett In Afrika (Berlin, 1899). Das Tanzbild wurde von Emil Graeb, Ballettmeister an der Königlichen Oper in Berlin, gestaltet. Neben Carl Teike und Hermann Ludwig Blankenburg kann von Blon zu den bedeutendsten deutschen Komponisten für Marschmusik gezählt werden. Insgesamt komponierte er etwa 30 derartige Stücke. Zu seinen Werken gehörten sehr amerikanische wie der Marsch Die Freundschafts-Flagge von 1904. 1933 wurden die Märsche Unter dem Siegesbanner (HM II, 152) und Victoria (HM II, 153) in die Heeresmarschsammlung integriert. Von Blon war Schöpfer „ansprechender, konzertanter Blasmusik“ (Gottfried Veit), beispielsweise von Dramatische Ouvertüre und vom Marsch Heil Europa. Erstere Komposition gelangte beim 19. Eidgenössischen Musikfest in Bern zur Uraufführung und galt Wolfgang Suppan als „Pionierarbeit“ für Blasorchester. Unter von Blons 80 Blasmusik-Kompositionen befindet sich auch die Serenade d'Amour, welche 1903 und 1909 durch die Band von John Philip Sousa aufgenommen wurde. Das Wiener Conzertverein- und das Wiener Tonkünstler-Orchester nahmen seine Kompositionen in ihr Programm auf. Viele seiner Werke wurden durch Charles Wiley und Harold Gore bearbeitet, über 40 in der Schallplattenserie „Heritage of the March“ veröffentlicht (Bände 9, Q, HH, AAAA und BBBB).

## Werkverzeichnis

### Werke für Orchester
- 1899 Buren-Marsch op. 72
- 1907 Chansonette d’amour
- 1926 Helfer heraus (Nothelfer Marsch)
- Blumengeflüster Charakterstück
- Fest-Ouvertüre
- Frauen-Liebe und -leben Walzer
- Im D-Zug Galopp für Orchester
- Serenade d’amour

### Werke für Blasorchester
- 1927 Tellensöhne Marsch
- 1930 Vivat Saint Petersburg! Marsch
- 1931 Dramatische Ouvertüre
- 1931 Humoreske
- 1931 Impromptu
- 1931 Notturno
- 1935 Romantische Konzertouvertüre
- 1935 Fantasie-Caprice
- Alt-Berlin
- Blumengeflüster
- Die Freundschafts-Flagge
- Die Wacht am Rhein
- Dolchtanz und Schlangenbeschwörerin (1900)
- Durch Kampf zum Sieg
- Frauenliebe und Leben
- Friedensklänge
- Frühlingseinzug opus 55
- Heil Europa, opus 75
- Heroische Ouvertüre
- In den Dünen
- Kaiser Parade Marsch
- La Danseuse
- Marine-Marsch, opus 102
- Mecklenburger Marsch, opus 103
- Mein Ideal, Walzer
- Melitta, Intermezzo
- Minnen und Werben, Walzer
- Mit Eichenlaub und Schwertern
- Mit preußischen Standarten, Marsch
- Mit Standarten
- Mondnacht am Rheinsberger See, Stimmungsbild
- Orientalischer Zug
- Puppen-Menuett (1906)
- Perpetuum mobile, Marsch
- Sizilietta
- Solinger Schützen
- Soldatenblut
- Strandleben am Abend
- Süßer Traum - Ballerinnerung
- Tanz der Fischermädchen
- Traumweben, Vision
- Traumbild, Charakterstûck ,  1899
- Treu zur Fahne, Marsch
- Unter dem Siegesbanner
- Unter der Friedenssonne, opus 51, Marsch
- Victoria - Marsch
- Vision
- Von Pol zu Pol
- Wellenspiel
- Zum Rendez-Vous

### Werke für Klavier
- 1926 Helfer heraus (Nothelfer Marsch)

### Werke für Gitarre
- Serenade d’amour... opus 12

### Vokalmusik
- 1899 Am Rhein für hohe Stimme und Klavier